# Aberdeenshire
Aberdeenshire (gael. Siorrachd Obar Dheathain) – jednostka administracyjna (council area) w północno-wschodniej Szkocji. Zajmuje powierzchnię 6313 km², a zamieszkana jest przez 253 650 osób (2011).
W jej skład nie wchodzi miasto Aberdeen, które stanowi osobną jednostkę administracyjną (Aberdeen City). Mimo to siedziba Aberdeenshire znajduje się w tym mieście – jest to jedyna szkocka jednostka administracyjna, której siedziba mieści się poza jej obszarem. Aberdeenshire graniczy od południa z Angus i Perth and Kinross, a od zachodu z Highland i Moray.
Jednostka utworzona została podczas reformy administracyjnej w 1996 roku. Obejmuje obszar historycznych hrabstw Aberdeenshire (z wyłączeniem miasta Aberdeen) i Kincardineshire oraz fragment Banffshire.
Na terenie Aberdeenshire znajduje się wiele stanowisk archeologicznych z okresu neolitu i epoki brązu.